# گاف سیاسی
گاف سیاسی خطای یک سیاستمدار در گفتار است.

## تعریف
به گفته باراک اوباما این است:
مطبوعات برای توصیف هر عبارت بداخلاقی توسط یک نامزد استفاده می‌کنند که نشان‌دهنده جهل، بی‌احتیاطی، تفکر مبهم، بی‌احساسی، بدخواهی، بی‌حوصلگی، دروغ یا ریا باشد – یا صرفاً تصور می‌شود که به اندازه کافی از عقل مرسوم دور می‌شود تا نامزد مذکور را در برابر حمله آسیب‌پذیر کند.

## گاف کینزلی
گاف کینزلی زمانی اتفاق می‌افتد که یک گاف سیاسی حقیقتی را آشکار می‌کند که یک سیاستمدار قصد اعتراف آن را نداشته‌است. این اصطلاح از روزنامه‌نگار مایکل کینزلی می‌آید که می‌گوید: «گاف زمانی است که یک سیاستمدار حقیقت را می‌گوید – حقیقتی آشکار که او قرار نیست بگوید.»
اصطلاح گاف سیاسی ممکن است برای توصیف یک بیانیه سهوی بیان شده توسط یک سیاستمدار به کار رود، که باورمند است این بیانیه درست است، در حالی که به‌طور کامل پیامدهای بیان علنی آن را تحلیل نکرده‌است. تعریف دیگر عبارتی است که زمانی بیان می‌شود که سیاستمدار به‌طور خصوصی به درستی آن باور داشته باشد، به عواقب ناگوار گفتن آن پی ببرد و در عین حال سهواً آن را در ملاء عام بیان کند. تعریف دیگر بیانیه سیاستمداران از آنچه در ذهنشان است—ممکن است سهوی باشد یا نباشد—است که در نتیجه منجر به «رقص گاف» تشریفاتی بین نامزدها می‌شود. کاندیدایی که ظاهراً توهین شده‌است، در حین ابراز خشم یا شوک، و بازی روی اشتباه، نباید چیزی شبیه شادی از خود نشان دهد. تمایل به تمرکز بر به اصطلاح «گاف» در کمپین‌ها به عنوان یک ابزار روزنامه‌نگاری که می‌تواند منجر به انحراف از مسائل واقعی شود مورد انتقاد قرار گرفته‌است. گفته می‌شود که گاف کینزلی گونه‌ای از «گاف سیاسی» عمومی است.
خود کینزلی این سؤال را مطرح کرد: «چرا چیزی که یک سیاستمدار به‌طور تصادفی می‌گوید باید به‌طور خودکار نشانه بهتری از تفکر واقعی او نسبت به چیزی که از روی عمد می‌گوید در نظر گرفته شود؟»
استیون پینکر مدعی است که سیاستمداران از زبان مبهم و غیرمستقیم برای اجتناب از اظهارنظرهای ملموس استفاده می‌کنند، و روزنامه‌نگاران تنبل پوشش سیاسی را به جای تحلیل پلتفرم‌های سیاسی، بر مبنای «گاف‌بینی» قرار می‌دهند.
ظهور فعالیت‌های اینترنتی نسل جدیدی از کمپین‌های منفی را ایجاد کرده‌است که در آن یک کمپین سیاسی می‌تواند در عرض یک ساعت پس از گاف یک سیاستمدار، تبلیغات حمله ایجاد کند.